# Sjoerd Wiarda

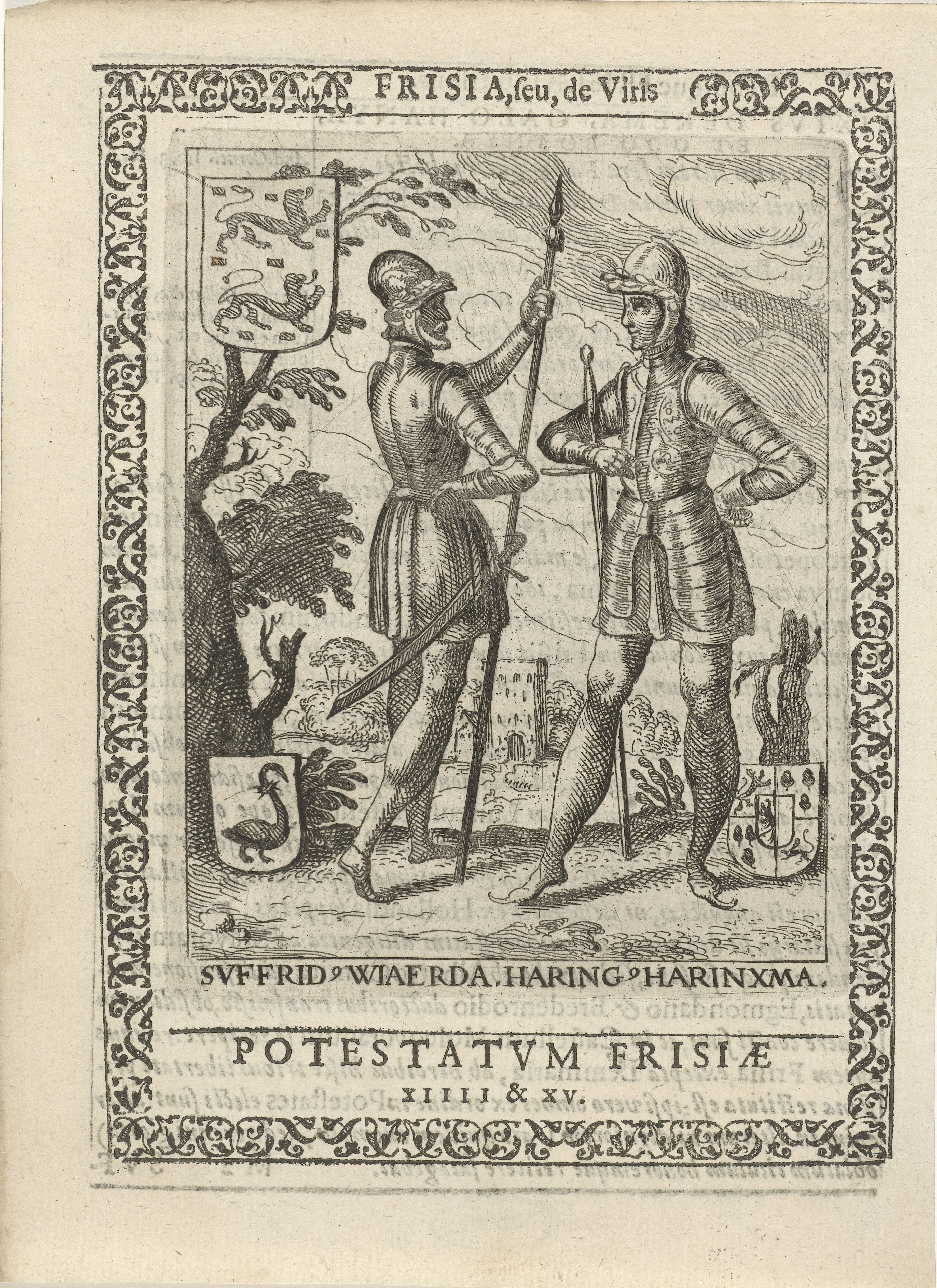
Sjoerd Wiarda en Haring Haringsma door Pieter Feddes van Harlingen.

Sjoerd Pijbes Wiarda  (gekozen 1399 - 1410) was de vijftiende potestaat van Friesland. 

## Leven
Wiarda (1355 - 1410) was de zoon van Pybe (Feddekos) Wyarda en Claer van Eminga. Hij woonde op Wiarda-state te Goutum. Hij was de laatste potestaat die zowel over Oostergo als Westergo heerste. 
Wiarda was de aanvoerder in de strijd tegen de graaf van Holland. In 1398 was hij gedeputeerde bij het verdrag met Willem van Beijeren, graaf van Holland. In 1400 vocht hij mee als Schieringer in de slag om Dokkum en om de Camminghastins. 

## Haringsma
In 1400 werden er verschillende potestaten gekozen voor Oostergo en Westergo, wegens de godsdienstige twisten tussen de Schieringers en de Vetkopers. Haring Haringsma of Haring thoe Heeg, stamvader der Harinxma's, werd tegelijk gekozen voor Westergo.